# Måndyrkan
Måndyrkan är en religiös föreställning för tillbedjan månen, eller en mångudom. 
Himlakropparna, i synnerhet de skenbart allra största, solen och månen, har hos de flesta av jordens folk gett upphov till myter och religiösa föreställningar.  Solen har ibland nämnts som källa för så gott som all högre religion genom soldyrkan, men även månen, som vandrar över himlen på natten, har haft en framstående plats i folkens mytbildning.
Eskimåerna på Labradorhalvön trodde att paradiset fanns på månen, och en del indianer såg den som uppehållsort för hövdingar och medicinmän. På vissa av Söderhavsöarna låter man de döda barnen bo på månen och äta av den, så att den minskar i storlek. Indianer vid Orinocco dyrkade ett par klippor som symboler för sol och måne; andra tänkte sig månen i djurhamn.
Även hos kulturfolken, där månen liksom solen blev tidmätare (mas hos indierna, men hos greker och romare, mena hos goterna, mona hos anglosaxarna, mani hos nordborna, alla med stammen ma, mäta), ger månen anledning till en rik mytbildning. Den blir ofta livsuppehållare, en givare av regn och konung över de döda, men även uppståndelsens hem, då den föryngrar sig själv.
I Egypten seglar den liksom solen i en båt över himlen och kallas Chons(u) ("seglaren"), den tredje gudomligheten i den tebanska triaden (Ammon och Mut är de andra). Även den ibishövdade Toth identifieras ofta med månen. Att denna också är lärdomens gud stämmer med assyriernas och babyloniernas föreställning om Sin, mån- och vishetsguden (enzu), vilken framställs som en man med böljande skägg och en halvmåne på sin mössa. Hos egypterna och semiterna är månen alltid en manlig gud, och det är därför förfelat, när man försöker identifiera mångudomligheten hos semiterna med gudinnor, såsom assyriernas Ištar, feniciernas Asjtoreth, synernas Atargatis (Derketo) och så vidare. Först senare blir månen en kvinnlig gudomlighet, hos grekerna Selene (Artemis, Diktynna, Io) och hos romarna Luna (Diana, Hekate, Trivia), vilka hedrades med offer, liksom deras manliga motbild (Soma) hos indierna. Hos vissa folk i Mindre Asien, hos slaverna och kelterna, liksom hos indierna och germanerna bibehöll månen ända in i senare tider sin manliga karaktär. Germanerna och indierna ledde sitt ättartal upp till mångudar (Mannus och Yama). Hos de förre är fullmånen det med livgivande mjöd fyllda fatet, som så småningom töms och förvandlas till ett dryckeshorn. Var månen i sydligare luftstreck regnets och därmed det fysiska livets givare, blir den i norden snöns och vinterns upphovsman. Ännu i dag gäller den i folktron som den, som har makt över vädret. "Månskifte" anses ju förändra väderleken.
Hos romarna som ursprungligen hade månår, offrade man åt den stora himlakroppen vid ny- och fullmåne; den första av dessa tidpunkter utropades högtidligt av prästerna (calendæ, av æ, utropa) såsom också ännu i dag hos muslimerna.
Hos germanerna kunde missionärerna endast med yttersta svårighet utrota de måndyrkan. Ännu Rabanus Maurus klagar på att hessarna vid månförmörkelser genom skrik och larmande musik försökte rädda månen från att bli uppslukad.